# Ismael Gutiérrez
Ismael Gutiérrez (Los Palacios y Villafranca, Andalucía, 10 de octubre del 2000) es un futbolista español. Juega como centrocampista y su equipo es el Xerez C. D. de la Segunda Federación.

## Trayectoria
Es natural de la localidad sevillana de Los Palacios y Villafranca y es primo del también futbolista internacional español Fabián Ruiz. Se formó en la cantera del Real Betis Balompié, donde ingresó en categoría bejamín. La temporada 2018-19 la inició en categoría juvenil para terminarla con el Betis Deportivo.
En la pretemporada del verano de 2019, después de haber sido seguido por el F. C. Barcelona y Valencia C. F.,[cita requerida] renovó su contrato con el equipo verdiblanco hasta 2021 y en julio debutó con el primer equipo del Real Betis, en Faro, contra el Sheffield United F. C. Jugó su primer partido en primera división el 20 de septiembre de 2019, en el campo del Sadar, frente al C. A. Osasuna, al sustituir a su compañero Andrés Guardado.
El 13 de enero de 2020 fue cedido al Deportivo Alavés hasta junio de 2021. El 3 de octubre de ese mismo año abandonó definitivamente la entidad verdiblanca, con la que disputó cuatro partidos con el primer equipo, y fichó por el Club Atlético de Madrid para jugar en su filial. Se especula que el precio del traspaso fue de 2 millones de euros, con un pago inicial un millón de euros por la mitad del pase y en el futuro tienen la opción de adquirir el otro 50% abonando la misma cantidad. Tras un año en el filial rojiblanco, en julio de 2021 fue cedido al Málaga C. F.
En 2022 después de finalizar su cesión con el equipo malagueño, dejaría el filial del Atlético de Madrid para firmar por La Nucía donde jugaría una temporada. El 9 de julio de 2023 ficharía por la A. D. Mérida.
En la temporada 2025-26, Ismael Gutiérrez se incorporó al Xerez CD tras su salida del Linares Deportivo, con el objetivo de recuperar su mejor versión futbolística y contribuir al ambicioso proyecto del club jerezano en su aspiración por alcanzar los puestos más altos de la competición.

## Clubes
| Club                      | País   | Año       |
| ------------------------- | ------ | --------- |
| Betis Deportivo Balompié  | España | 2019      |
| Real Betis Balompié       | España | 2019-2020 |
| Deportivo Alavés (cedido) | España | 2020      |
| Atlético de Madrid B      | España | 2020-2022 |
| Málaga C. F. (cedido)     | España | 2021-2022 |
| C. F. La Nucía            | España | 2022-2023 |
| A. D. Mérida              | España | 2023-2024 |
| Linares Deportivo         | España | 2024-2025 |
| Xerez C. D.               | España | 2025-     |